# 北海道道460号乙部厚沢部線

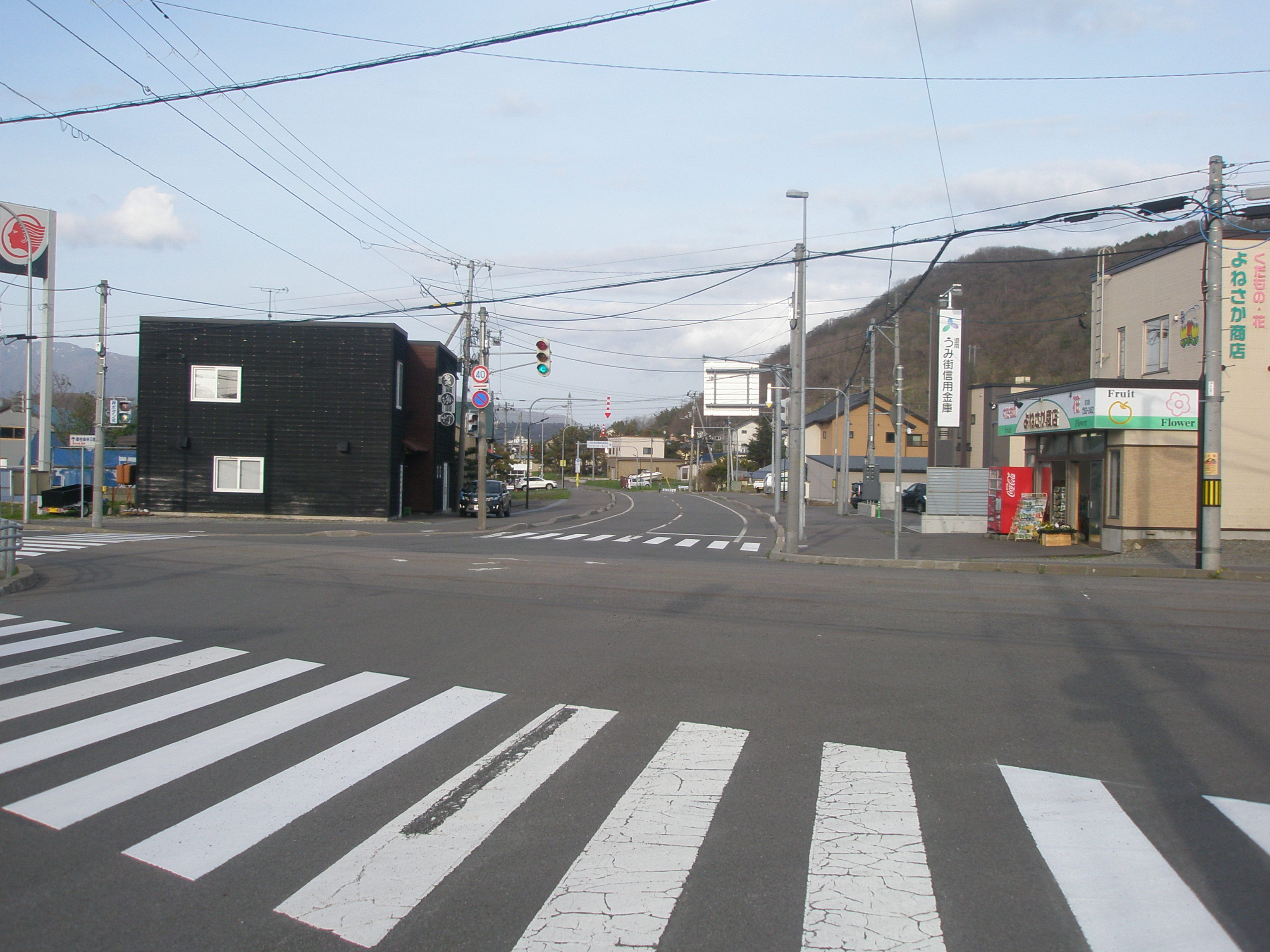
北海道道460号乙部厚沢部線・起点（国道229号・北海道道461号乙部港線交差点）

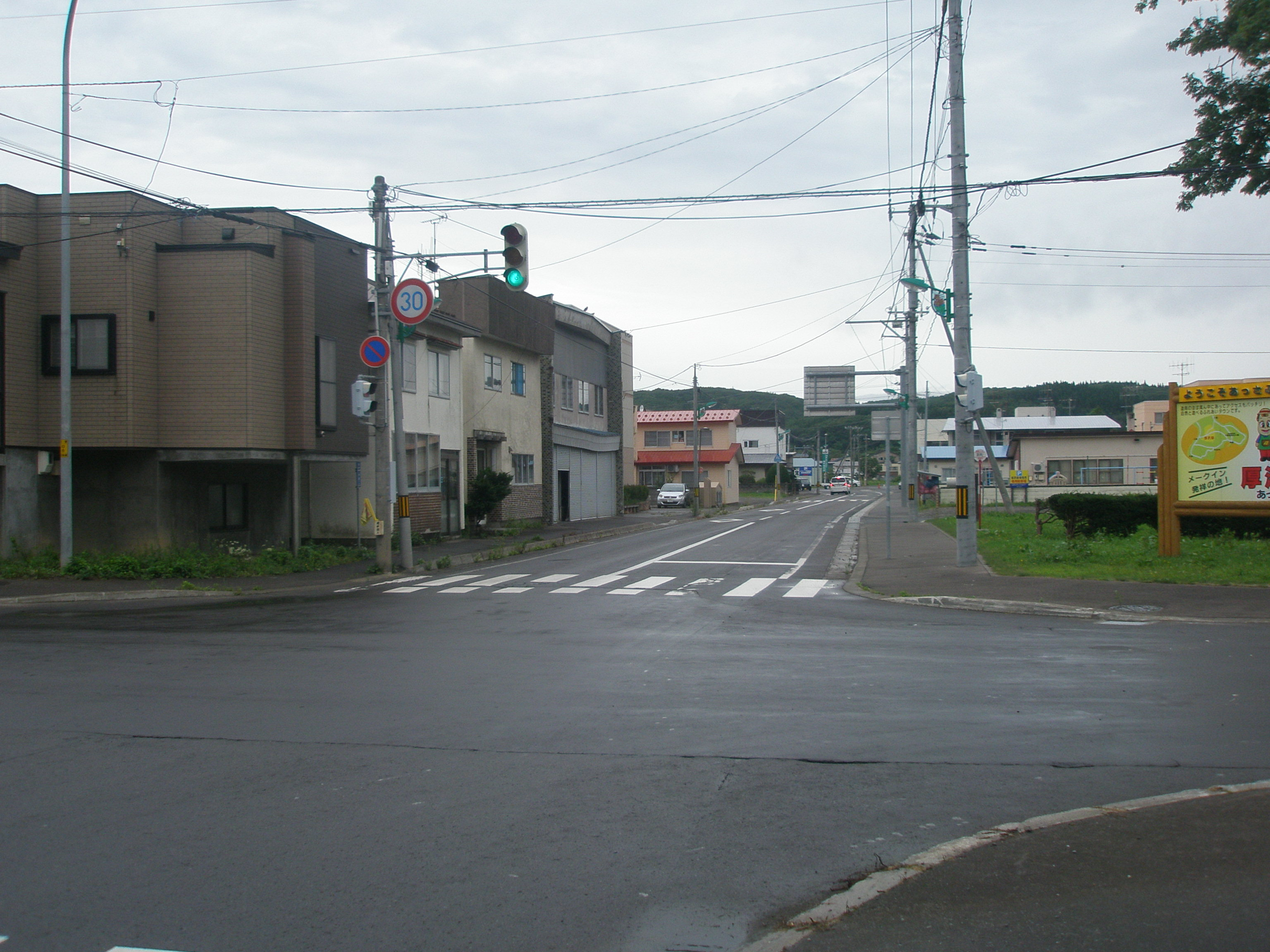
北海道道460号乙部厚沢部線・終点（北海道道67号八雲厚沢部線交差点）

北海道道460号乙部厚沢部線（ほっかいどうどう460ごう おとべあっさぶせん）は、北海道爾志郡乙部町と檜山郡厚沢部町を結ぶ一般道道（北海道道）である。

## 概要
冬季の夜間は無除雪である。

### 路線データ
- 起点：北海道爾志郡乙部町緑町（国道229号・北海道道461号乙部港線交点）
- 終点：北海道檜山郡厚沢部町新町（北海道道67号八雲厚沢部線交点）
- 路線延長：15.7 km

## 歴史
- 1963年（昭和38年）10月23日 - 路線認定[1]。
- 2021年（令和3年）8月20日 - 岩盤崩壊による国道229号の乙部町館浦-鳥山間の通行止めの迂回ルートとして乙部町緑町から鳥山を結ぶ区間を国道229号に編入。[2]

## 地理

### 通過する自治体
- 檜山振興局
  - 爾志郡
    - 乙部町

  - 檜山郡
    - 江差町
    - 厚沢部町

### 交差する道路
乙部町
- 国道229号 - 緑町（起点）
- 北海道道461号乙部港線 - 緑町（起点）

江差町
- 北海道道935号小黒部鰔川線 - 小黒部町

厚沢部町
- 北海道道67号八雲厚沢部線 - 新町（終点）

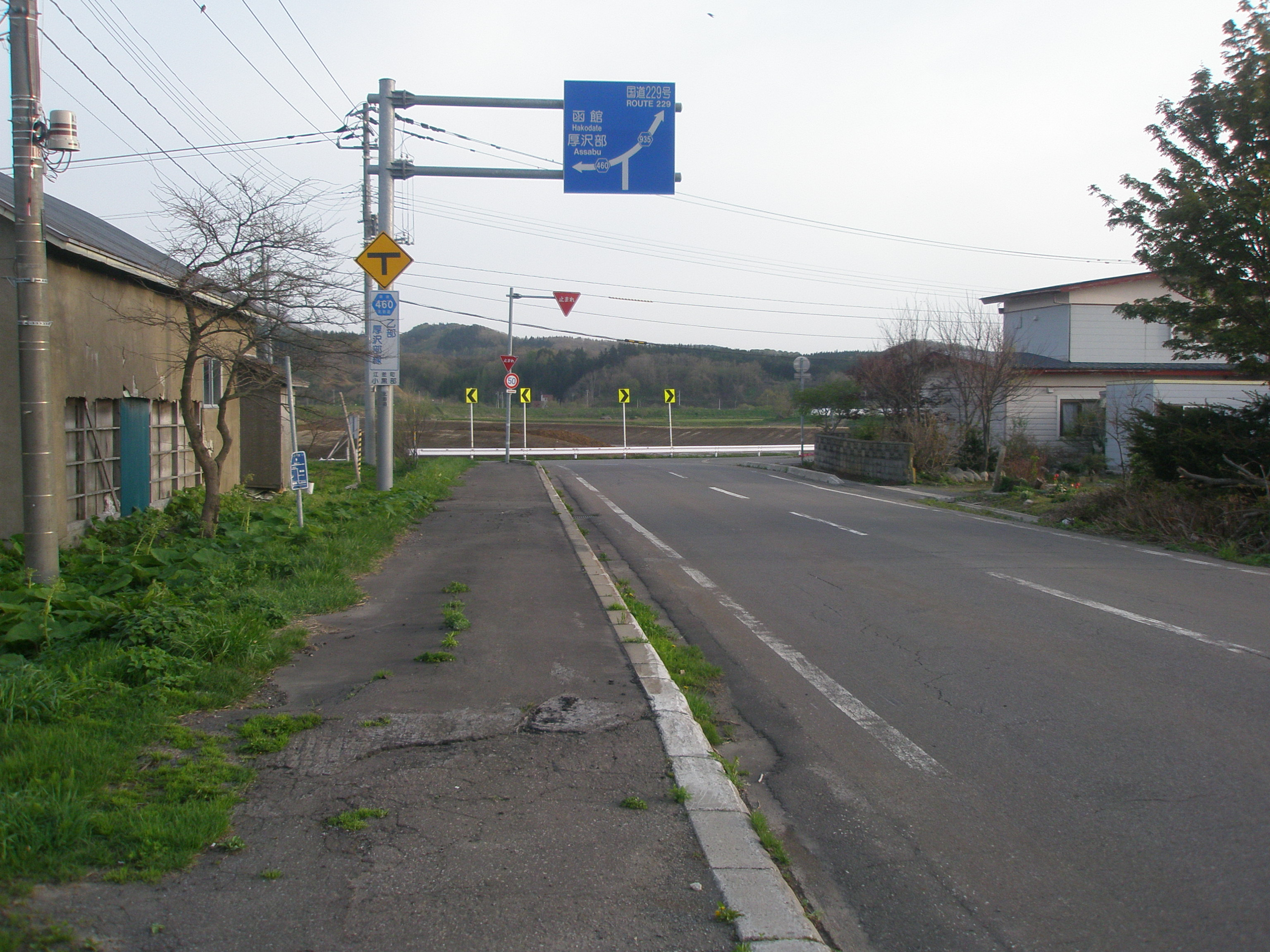
北海道道460号乙部厚沢部線と北海道道935号小黒部鰔川線の交差点（乙部町側から）

### 沿線にある施設など
乙部町
- 道南うみ街信用金庫乙部支店 - 緑町415-1

江差町
- 小黒部簡易郵便局 - 小黒部町125

厚沢部町
- 新函館農業協同組合厚沢部支店 - 新町183-3